# Ču Jou-lang
Ču Jou-lang (čínsky 朱由榔, pinyin Zhu Youlang; 1623–1662), v letech 1645–1646 kníže z Kuej, byl od listopadu 1646 do dubna 1662 císařem dynastie Jižní Ming. Formálně se pokládal za čínského císaře, fakticky ovládal na začátku vlády pouze jihočínské provincie, které do roku 1661 postupně ztratil. Roku 1661 ustoupil do exilu v Barmě, následujícího roku byl zde čchingskými vojáky zajat a v dubnu 1662 zabit. Byl posledním císařem dynastie.

## Život

Trasa ústupu císaře Ču Jou-langa před mandžuskými vojsky

Ču Jou-lang byl synem Ču Čchang-jinga, sedmého syna mingského císaře Wan-liho, a tedy bratrancem posledního císaře dynastie Ming Čchung-čena. Roku 1645 zdědil po bratrovi titul knížete z Kuej. V jednadvaceti letech, 18. listopadu 1646, nastoupil na trůn. Po převzetí vlády vyhlásil éru „Věčných let“, Jung-li.
Zpočátku sídlil v Kantonu, hlavním městě provincie Kuang-tung. Roku 1650 byl pod tlakem čchingských vojsk nucen ustoupit do Nan-ningu, centra provincie Kuang-si. Mingská armáda však ani poté nebyla schopna odolávat tlaku čchingských vojsk vedených Wu San-kuejem, císař proto roku 1659 přesídlil do Kchun-mingu v Jün-nanu a o dva roky později se uchýlil do Barmy se souhlasem jejího krále; usadil se v Sagaingu ve středu země.
Nicméně barmský král nepovažoval za bezpečné nemít přátelské vztahy s čchingskou Čínou, které však byly neslučitelné s pobytem mingských exulantů. Nakonec král dovolil Wu San-kuejovým vojákům zajmout císaře, většina císařova dvora a zbytek vojáků byl přitom zabit nebo rozehnán. Sám císař byl v dubnu 1662 uškrcen.